# 成都轨道交通车辆基地
成都轨道交通车辆基地是为成都轨道交通线路（成都地铁、成都有轨电车及成都市域铁路）提供服务的车辆设施。由成都轨道交通集团建设和使用。成都的轨道交通系统较为复杂，因此供车辆维修养护的设施也较多。
车辆基地是城市轨道交通车辆设施的统称，在中国大陆一般统称为场段。其中，根据中华人民共和国建设部发布的GB 50157-2013《地铁设计规范》，又分为停车场和车辆段两类。前者主要提供车辆停放和日常维护，而后者则能够额外提供运用管理和更高级别的车辆检修。每条线路至少设有1个车辆段，并可能额外设有停车场。
截至2021年，成都轨道交通共有28个车辆基地正在运行，11个车辆基地正在建设。

## 运行中

### 1号线

#### 红星路停车场
又称东寺停车场，位于双流区华阳街道梓州大道6699号（原东寺村内），2015年随1号线南延线（1号线二期工程）投入使用，出入段线接入1号线支线广都站。红星路停车场作为1号线南段唯一的车辆基地，又位于支线，使得1号线南段列车必须从支线发、收车，对1号线运营安排产生了影响，导致1号线主线南段首末班车时间受到限制，运营间隔也无法进一步缩短。
未来1号线支线并入15号线后，红星路停车场也将作为15号线的车辆基地使用，不再用于1号线运营。

### 2号线

#### 洪柳车辆段
设有联合检修库，承担2号线、4号线车辆大修/架修任务。

### 4号线

#### 文家车辆段
位于青羊区文家街道绕城高速光华立交东北侧，随4号线一期工程投入使用，出入段线接入蔡桥站和非遗博览园站。运用库设有32列位。

### 7号线

#### 中环停车场
又称崔家店停车场

### 10号线

#### 金花线上检修库
位于金花站太平园方向正线区间内，于2017年随10号线一期工程投入使用。检修库为地下两层结构，上层为办公层，下层为检修层，在正线内侧并列设有列检线和月检线各1条，可兼顾停放2列列车。10号线一期工程未设置其他车辆段或停车场，列车卸车、定修业务由7号线川师车辆段承担。架修任务由随10号线二期开通的板桥车辆段负责。

### 17号线

#### 五桐庙停车场
正在拓建为车辆段。

### 19号线

#### 永义车辆段
19号线一期工程与17号线一期工程贯通运营时期由17号线使用，19号线一期拆分后交由19号线使用。

### 都江堰有轨电车

#### 中兴停车场
位于都江堰市原中兴镇成灌铁路青城山站北侧，占地面积约45.5亩。原计划设置于中兴站附近，因此得名中兴停车场；改设至现址后，曾被称为“青城山停车场”，但最终仍使用“中兴停车场”作为正式名称。

## 建设中

### 30号线

#### 高碑坝车辆段
位于元华车辆段附近，使用原22号线车辆段预留用地。

### S11德阳线

#### 凤凰山停车场
根据《成都市城市轨道交通线网规划（2021版）》，凤凰山片区拟规划有S11线和18号线共址的凤凰山停车场。目前S11线凤凰山停车场处于前期研究阶段，停车场设计方案尚未稳定。

## 规划中
仅包含运营及在建线路的规划中的场段。

### 8号线

#### 石板滩停车场
位于新都区国铁石板滩站附近，规划随8号线东北区间（桂龙路站-石板滩站）投入使用，出入段线由终点站石板滩站末端接入。

### 9号线

#### 北郊停车场
与3号线北郊车辆段共址，规划随9号线东北区间投入使用，出入段线接熊猫大道站。

### 18号线

#### 凤凰山停车场
根据《成都市城市轨道交通线网规划（2021版）》，凤凰山片区拟规划有S11线和18号线共址的凤凰山停车场。目前18号线凤凰山停车场还处于线网规划阶段，停车场设计方案尚未稳定。

### 30号线

#### 洪家桥停车场
位于龙泉驿区玉石国际社区，成渝高速路南侧，规划道路北侧位置。原计划作为30号线一期工程车辆段，后改为停车场。出入段线由终点站洪家桥站站后区间接入。后由于30号线调整线路走向，洪家桥站取消建设改为预留，洪家桥停车场遂一并改为预留，不再纳入一期工程建设范围。

### 都江堰有轨电车

#### 熊猫谷停车场
位于南华村附近，出入段线接熊猫谷支线。